# Giric
Giric, vlastním jménem Giric mac Dúngail, byl králem Piktů asi v letech 878–889. Ani Irské letopisy, ani Anglosaská kronika neuvádějí žádné informace o jeho vládě a skromné informace, které o ní existují, jsou protichůdné. Moderní historici se neshodují, zda Giric vládl samostatně nebo společně s Eochaidem a zda má být považován za krále Piktů nebo již za prvního panovníka království Alba.
Zdroje informací o panovnících království Alba jsou v období po rozsáhlém vpádu vikingů v letech 875 až 876 zmatené. Následníci krále Piktů Kennetha I. ztratili vládu nad královstvím někdy v období let 878 až 889. V tomto období zde vládl Eochaid nebo Giric. Ten mohl být Eochaidův strážce.